# معمر بسيسو
معمر بسيسو (1941-2024) هو رياضي فلسطيني، من مواليد حي الشجاعية في مدينة غزة، أنهى دراسته الأساسية والإعدادية في في غزة. عمل مدرباً لفريق جمعية الشباب المسيحية في القدس، وكان مدرب معتمد في مركز تدريب القادة في بيت ساحور ودرب فريق دار المعلمين في رام الله. شغل منصب رئيس رابطة الأندية الرياضية بغزة خلال الأعوام (1985- 1993)، ومستشار اللجنة الأولمبية الرياضية الفلسطينية، وعضواً في المكتب التنفيذي للمجلس الأعلى للشباب والرياضة في قطاع غزة.
توفي في 15 مايو 2024 في جمهورية مصر العربية.

## حياته العلمية والعملية
التحق معمر أحمد بسيسو بالمعهد العالي للتربية الرياضية في مصر وتخرج منه عام 1965. انضم عام 1963 إلى منتخب قطاع غزة لكرة القدم، وفي عام 1965 شارك في الدورة العربية في مصر ضمن بعثة كرة القدم، وشارك في أسبوع فلسطين بالكويت ضمن بعثة كرة القدم، وكأس العرب في العراق.
في عام 1969 انتقل للعمل بدار المعلمين التابعة لوكالة الغوث وتشغيل اللاجئين في رام الله، ثم عاد عام 1973 إلى غزة، وتم اختياره من ضمن ثلاثة اعضاء لتشكيل الهيئة التأسيسية لنادي غزة الرياضي خلال الفترة من (1976–1978)، ثم رئيساً للنادي خلال العامين (1992-1994). عمل عام 1975 في مدارس الوكالة موجهاً رياضياً. ترأس الوفد الفلسطيني في دورة الألعاب الأولمبية بأطلنطا والتي كانت أول مشاركة فلسطينية رسمية عام 1996.